# Jaroslav Halák
Jaroslav Halák (* 13. května 1985, Bratislava) je bývalý slovenský hokejový brankář.

## Kariéra

### Hráčská kariéra
S ledním hokejem začínal v bratislavském týmu HK Ružinov, později hrával za HC Slovan Bratislava, kde v době sezóny hostoval v prvoligovém klubu HC Dukla Senica. Draftoval jej klub NHL Montreal Canadiens jako 271. volbu ve vstupním draftu v roce 2003. Dne 17. června 2010 byl vyměněn do St. Louis Blues za Larse Ellera a Iana Schultze. Dne 28. února 2014 byl společně s Chrisem Stewartem a Williamem Carierem vyměněn za Ryana Millera, Stevea Otta a právo volby v prvním kole draftu 2015 a podmíněnou třetí volbu při výběrech v roce 2016 do týmu Buffala Sabres. V týmu nestihl odehrát ani jedno soutěžní utkání a 5. března, při posledním přestupovém dnu v NHL byl vyměněn do Washingtonu Capitals za české hráče Rostislava Kleslu a Michala Neuvirtha.

### 2006/2007
Sezónu 2006/07 začal hrát na farmě Montrealu Hamilton Bulldogs (AHL) a se šesti shut-outmi byl nejlepším brankářem celé soutěže. Byl nominován i do zápasu hvězd a zařazen do All Rookie Teamu sezony. Po uvedených úspěšných výkonech a zranění brankáře Cristobala Hueta byl v únoru 2007 povolán do prvního týmu - stal se tak čtvrtým slovenským brankářem v NHL (po Jánu Lašákovi, Rastislavu Staňovi a Petrovi Budajovi). Při své premiéře v NHL na ledě Columbusu pomohl hostujícímu mužstvu k výhře 3:2 svými 31 úspěšnými zásahy (z 33 střel) a byl vyhlášen druhou hvězdou zápasu. Vítězství zaznamenal i v dalších dvou utkáních. V průběhu března se po méně přesvědčivých výkonech uvažovalo o jeho přesunu zpět na farmu, odchytal však dva výborné zápasy za sebou (v obou byl vyhlášen první hvězdou) a svoji pozici v týmu obhájil. Při své premiérové sezóně v NHL absolvoval 16 startů, z toho dosáhl 10 vítězství.

### 2007/2008
Před sezónou 2007/2008 odešel z klubu brankář David Aebischer, ale Halák měl konkurenci Cristobala Hueta a Careyho Pricea. V době předsezónního kempu nastupoval Halák v dresu Canadiens a vychytal dvakrát shotout. Do prvního týmu se nakonec ale probojoval Kanaďan Price, přičemž Halák byl poslán do farmářského klubu Hamilton Bulldogs. V listopadu 2007 měl podle deníku Ottawa Sun o Haláka zájem klub Pittsburgh Penguins. Později se objevily spekulace o jeho přestupu do ruské superligy, ale Halák tato vyjádření odmítl. 3. prosince byl povolán do mužstva Montrealu, z důvodu byli problémy s Huetem so slabinami. 8. prosince zaznamenal debut v sezóně, když střídal po druhé třetině Careyho Pricea, ze šesti střel obdržel jeden gól.

### Reprezentační kariéra
V roce 2003 získal v ruském Jaroslavli stříbrnou medaili na mistrovství světa do 18 let  a byl vyhlášen nejlepším brankářem na turnaji.
V případě nepostupu Montrealu do play-off 2007 se počítalo s tím, že Halák posilní farmářské mužstvo Hamilton Bulldogs. Proto byl vydán souhlas vedení klubu s jeho účastí na Mistrovství světa v ledním hokeji 2007, což bylo dosti překvapivé. Svůj úspěšný reprezentační debut zaznamenal v přípravném zápase proti Rakousku (3:1)., vítězství dosáhl i v souboji s Lotyšskem (3:2), v posledním utkání před šampionátom však tým překvapivě podlehl Bělorusku (1:2).
V úvodním zápasu Slovenska na šampionátu proti Norsku (3:0) vychytal čisté konto, když zneškodnil všech 24 střel soupeře. Nastoupil i ve třetím zápasu základní skupiny proti Kanadě, Slovensko prohrálo 4:5.
(statistické údaje v článku pochází z 9. prosince 2007)

## Ocenění a úspěchy
- 2003 MS-18 – All-Star Tým
- 2003 MS-18 – Nejlepší brankář
- 2006 ECHL – Nejúspěšnější brankář
- 2007 AHL – Nejnižší průměr inkasovaných branek
- 2007 AHL – Brankář listopadu 2006
- 2007 AHL – All-Rookie Team
- 2007 AHL – All-Star Game
- 2012 NHL – William M. Jennings Trophy
- 2015 NHL – All-Star Game
- 2020 NHL – William M. Jennings Trophy

## Prvenství
- Debut v NHL - 18. února 2007 (Columbus Blue Jackets proti Montreal Canadiens)
- První inkasovaný gól v NHL - 18. února 2007 (Columbus Blue Jackets proti Montreal Canadiens, ruským útočníkem Nikolaj Žerděv)
- První čisté konto v NHL - 20. března 2007 (Montreal Canadiens proti Boston Bruins)

## Statistiky

### Základní části
| Sezona       | Tým                        | Liga         | Z   | V   | P   | R/Pvp | MIN    | OG    | ČK | POG  | %ChS |
| ------------ | -------------------------- | ------------ | --- | --- | --- | ----- | ------ | ----- | -- | ---- | ---- |
| 2001–02      | HC Slovan Bratislava       | SHL-20       | 22  | —   | —   | —     | 1257   | 41    | 0  | 1.96 | —    |
| 2002–03      | HC Slovan Bratislava       | SHL-20       | 20  | 13  | 3   | 3     | 1200   | 41    | 1  | 2.02 | —    |
| 2003–04      | HC Slovan Bratislava       | SHL-20       | 29  | —   | —   | —     | 1694   | 51    | 5  | 1.81 | —    |
| 2003–04      | HC Slovan Bratislava       | SHL          | 12  | —   | —   | —     | 651    | 18    | 0  | 1.66 | .942 |
| 2003–04      | HC Dukla KAV Hurban Senica | 1.SHL        | 21  | —   | —   | —     | 1240   | 54    | 1  | 2.61 | —    |
| 2004–05      | Lewiston Maineiacs         | QMJHL        | 47  | 24  | 17  | 4     | 2697   | 125   | 4  | 2.78 | .913 |
| 2005–06      | Long Beach Ice Dogs        | ECHL         | 20  | 11  | 4   | 2     | 1026   | 35    | 2  | 2.05 | .932 |
| 2005–06      | Hamilton Bulldogs          | AHL          | 13  | 7   | 6   | 0     | 786    | 30    | 3  | 2.29 | .927 |
| 2006–07      | Hamilton Bulldogs          | AHL          | 28  | 16  | 11  | 0     | 1618   | 54    | 6  | 2.00 | .932 |
| 2006–07      | Montreal Canadiens         | NHL          | 16  | 10  | 6   | 0     | 912    | 44    | 2  | 2.89 | .906 |
| 2007–08      | Hamilton Bulldogs          | AHL          | 8   | 3   | 2   | 2     | 454    | 22    | 0  | 2.91 | .901 |
| 2007–08      | Montreal Canadiens         | NHL          | 6   | 2   | 1   | 1     | 284    | 10    | 1  | 2.11 | .934 |
| 2008–09      | Montreal Canadiens         | NHL          | 34  | 18  | 14  | 1     | 1931   | 92    | 1  | 2.86 | .915 |
| 2009–10      | Montreal Canadiens         | NHL          | 45  | 26  | 13  | 5     | 2630   | 105   | 5  | 2.40 | .924 |
| 2010–11      | St. Louis Blues            | NHL          | 57  | 27  | 21  | 7     | 3294   | 136   | 7  | 2.48 | .910 |
| 2011–12      | St. Louis Blues            | NHL          | 46  | 26  | 12  | 7     | 2747   | 90    | 6  | 1.97 | .926 |
| 2012–13      | Lausitzer Füchse           | 2.E-B        | 1   | 1   | 0   | 0     | 65     | 1     | 0  | 0.92 | .950 |
| 2012–13      | St. Louis Blues            | NHL          | 16  | 6   | 5   | 1     | 813    | 29    | 3  | 2.14 | .899 |
| 2013–14      | St. Louis Blues            | NHL          | 40  | 24  | 9   | 4     | 2238   | 83    | 4  | 2.23 | .917 |
| 2013–14      | Washington Capitals        | NHL          | 12  | 5   | 4   | 3     | 701    | 27    | 1  | 2.31 | .930 |
| 2014–15      | New York Islanders         | NHL          | 59  | 38  | 17  | 4     | 3550   | 144   | 6  | 2.43 | .914 |
| 2015–16      | New York Islanders         | NHL          | 36  | 18  | 13  | 4     | 2091   | 80    | 3  | 2.30 | .919 |
| 2016–17      | New York Islanders         | NHL          | 28  | 12  | 9   | 5     | 1606   | 75    | 2  | 2.80 | .915 |
| 2016–17      | Bridgeport Sound Tigers    | AHL          | 27  | 17  | 7   | 4     | 1536   | 55    | 2  | 2.15 | .925 |
| 2017–18      | New York Islanders         | NHL          | 54  | 20  | 26  | 6     | 3025   | 161   | 1  | 3.19 | .908 |
| 2018–19      | Boston Bruins              | NHL          | 40  | 22  | 11  | 4     | 2309   | 90    | 5  | 2.34 | .922 |
| 2019–20      | Boston Bruins              | NHL          | 31  | 18  | 6   | 6     | 1834   | 73    | 3  | 2.39 | .919 |
| 2020–21      | Boston Bruins              | NHL          | 19  | 9   | 6   | 4     | 1091   | 46    | 2  | 2.53 | .905 |
| 2021–22      | Vancouver Canucks          | NHL          | 17  | 4   | 7   | 2     | 797    | 39    | 0  | 2.94 | .903 |
| 2022–23      | New York Rangers           | NHL          | 25  | 10  | 9   | 5     | 1454   | 66    | 1  | 2.72 | .903 |
| Celkem v NHL | Celkem v NHL               | Celkem v NHL | 581 | 295 | 189 | 69    | 33,303 | 1,390 | 53 | 2.50 | .915 |

### Play-off
| Sezona       | Tým                  | Liga         | Z  | V  | P  | MIN   | OG | ČK | POG  | %ChS  |
| ------------ | -------------------- | ------------ | -- | -- | -- | ----- | -- | -- | ---- | ----- |
| 2001–02      | HC Slovan Bratislava | SHL-20       | 6  | 6  | 0  | 353   | 7  | 2  | 1.19 | —     |
| 2003–04      | HC Slovan Bratislava | SHL          | 1  | —  | —  | 45    | 6  | 0  | 8.00 | .903  |
| 2004–05      | Lewiston Maineiacs   | QMJHL        | 8  | 4  | 4  | 460   | 27 | 0  | 3.52 | .908  |
| 2005–06      | Long Beach Ice Dogs  | ECHL         | 4  | 2  | 2  | 252   | 13 | 0  | 3.09 | .910  |
| 2007–08      | Montreal Canadiens   | NHL          | 2  | 0  | 1  | 77    | 3  | 0  | 2.34 | .889  |
| 2008–09      | Montreal Canadiens   | NHL          | 1  | 0  | 0  | 20    | 0  | 0  | 0.00 | 1.000 |
| 2009–10      | Montreal Canadiens   | NHL          | 18 | 9  | 9  | 1013  | 43 | 0  | 2.55 | .923  |
| 2011–12      | St. Louis Blues      | NHL          | 2  | 1  | 1  | 104   | 3  | 0  | 1.73 | .935  |
| 2014–15      | New York Islanders   | NHL          | 7  | 3  | 4  | 418   | 16 | 0  | 2.30 | .926  |
| 2019–20      | Boston Bruins        | NHL          | 9  | 4  | 5  | 544   | 25 | 0  | 2.76 | .902  |
| Celkem v NHL | Celkem v NHL         | Celkem v NHL | 39 | 17 | 20 | 2,177 | 90 | 0  | 2.48 | .919  |

### Reprezentace
| Rok                       | Tým                       | Soutěž                    | Z  | V  | P  | R | MIN   | OG | ČK | POG  | %ChS |
| ------------------------- | ------------------------- | ------------------------- | -- | -- | -- | - | ----- | -- | -- | ---- | ---- |
| 2002                      | Slovensko 18              | MS-18                     | 7  | —  | —  | — | 416   | 18 | 1  | 2.59 | .887 |
| 2003                      | Slovensko 18              | MS-18                     | 7  | —  | —  | — | 420   | 14 | 0  | 2.00 | .932 |
| 2004                      | Slovensko 20              | MSJ                       | 6  | 2  | 3  | 1 | 360   | 14 | 2  | 2.33 | .930 |
| 2005                      | Slovensko 20              | MSJ                       | 6  | 4  | 2  | 0 | 360   | 13 | 2  | 2.17 | .916 |
| 2007                      | Slovensko                 | MS                        | 2  | 1  | 1  | 0 | 119   | 5  | 1  | 2.52 | .904 |
| 2009                      | Slovensko                 | MS                        | 4  | 1  | 2  | 0 | 189   | 10 | 0  | 3.17 | .872 |
| 2010                      | Slovensko                 | OH                        | 7  | 3  | 3  | 0 | 423   | 17 | 1  | 2.41 | .911 |
| 2011                      | Slovensko                 | MS                        | 6  | 2  | 4  | 0 | 354   | 15 | 0  | 2.54 | .909 |
| 2014                      | Slovensko                 | OH                        | 2  | 0  | 2  | 0 | 93:30 | 8  | 0  | 5.13 | .857 |
| 2016                      | Tým Evropy                | SP                        | 6  | 3  | 3  | 0 | 362   | 13 | 1  | 2.15 | .941 |
| Juniorská kariéra celkově | Juniorská kariéra celkově | Juniorská kariéra celkově | 26 | —  | —  | — | 1556  | 59 | 5  | —    | —    |
| Seniorská kariéra celkově | Seniorská kariéra celkově | Seniorská kariéra celkově | 27 | 10 | 15 | 0 | 1540  | 68 | 3  | 2.70 | .907 |